# Motipur (Morang)
Motipur (nepalski: मोतीपुर) – gaun wikas samiti we wschodniej części Nepalu w strefie Kośi w dystrykcie Morang. Według nepalskiego spisu powszechnego z 2001 roku liczył on 1114 gospodarstw domowych i 5181 mieszkańców (2595 kobiet i 2586 mężczyzn).